# Gilbert Gifford
Gilbert Gifford (c.1561-1590) was een dubbelagent betrokken bij de ontknoping van het Babington plot. Gifford, afkomstig uit een bekend katholiek geslacht, wist de correspondentie tussen Mary Stuart en haar samenzweerders te onderscheppen en door te spelen aan de spionagedienst van Francis Walsingham. 
- Budiansky, Stephen (2005) Her Majesty's spymaster: Elizabeth I, Sir Francis Walsingham and the birth of modern espionage. Viking ISBN 9780670034260